# سرخ و سفید
سرخ و سفید (مجاری: Csillagosok, katonák) یک فیلم درام هنری به کارگردانی میکلوش یانچو محصول سال ۱۹۶۷ است. از بازیگران آن می‌توان به نیکیتا میخالکوف و یوژف ماداراش اشاره کرد.